# Coulomb-Blockade
Coulomb-Blockade ist das Verschwinden der elektrischen Leitfähigkeit eines Strompfades über ein Nanoobjekt, weil dieses wegen seiner kleinen elektrischen Kapazität zur Umgebung keine elektrische Ladung abgeben oder aufnehmen kann. Der Effekt ist nach Charles Augustin de Coulomb (1736–1806) benannt, wurde aber erst viel später vorhergesagt und beobachtet.

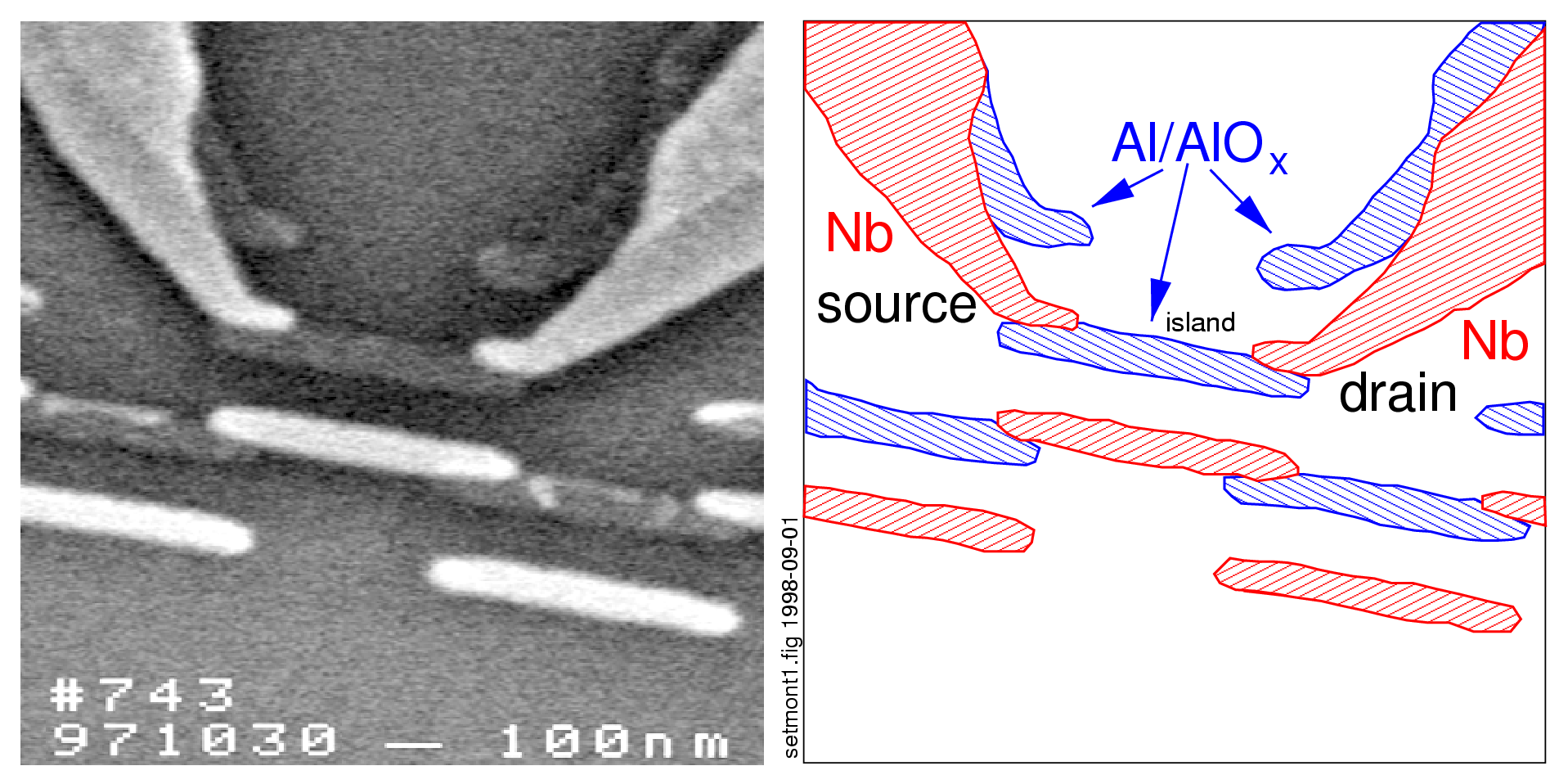
Elektronenmikroskopbild einer Anordnung zur Untersuchung der Coulomb-Blockade beim Stromtransport über eine längliche Metallinsel

Das Nanoobjekt kann ein kleines leitfähiges Partikel, eine leitfähige Insel auf einem Isolator oder auch ein sogenannter Quantenpunkt sein. Es ist zwischen zwei Leitern (manchmal in Analogie zum Feldeffekttransistor als „Source“ und „Drain“ bezeichnet) angeordnet. Das Nanoobjekt muss über zwei ausreichend hohe elektrische Widerstände kontaktiert werden, das geschieht in der Praxis durch den quantenmechanischen Tunneleffekt. Das heißt, dass ein kleiner Spalt zwischen dem Nanoobjekt und den Stromleitungen besteht; dieser kann auch mit einem Isolator gefüllt sein. Die Elektronen überwinden den Spalt durch Tunneln.
Tritt ein Elektron auf das Nanoobjekt über, so ändert sich die Spannung des Objekts um {\displaystyle \Delta U=e/C}, wobei {\displaystyle e} die Elementarladung und {\displaystyle C} die elektrische Kapazität zwischen dem Objekt und der Umgebung (inklusive der beiden Leiter) ist. Bei einem ausreichend kleinen Objekt kann diese Kapazität so klein sein, dass die zur Spannungserhöhung benötigte Energie größer wäre, als die Elektronenenergie, die durch thermische Anregung und die angelegte Spannung zur Verfügung steht. In diesem Fall kann das Elektron die Energie nicht aufbringen, um auf das Nanoobjekt zu gelangen, und der Stromfluss ist blockiert.
Um den Effekt zu beobachten, muss also die Kapazität zwischen dem Nanoobjekt und der Umgebung sehr klein sein und die Temperatur niedrig genug, dass thermische Anregungen nicht ausreichen, damit ein Elektron das Nanoobjekt „aufladen“ kann. Beispielsweise hat eine Metallinsel von 100 Nanometer mal 100 Nanometer Größe, die durch heutige Lithografie-Technik leicht hergestellt werden kann, auf einer Oxidschicht der Dicke 1 Nanometer und Dielektrizitätszahl {\displaystyle \varepsilon =10} eine Kapazität von 10−15 Farad. Um für dieses Objekt Coulomb-Blockade beobachten zu können, sind Temperaturen von unter 1 Kelvin notwendig; die angelegte Spannung darf nur im Mikrovolt-Bereich liegen. Bei noch viel kleineren Objekten kann aber auch bei Raumtemperatur eine Coulomb-Blockade beobachtet werden.
Das Phänomen der Coulomb-Blockade ist Grundlage für den Einzelelektronentransistor.